# Seznam dílů seriálu Helena
Toto je seznam dílů seriálu Helena. Český komediální seriál Helena pochází z produkce TV Nova. Premiéru měl 22. března 2012. Dne 30. července téhož roku televize Nova oznámila prodloužení seriálu o druhou řadu a 15. ledna 2013 oznámila jeho pokračování třetí sérií.
V hlavních rolích účinkují Sandra Pogodová, Martha Issová, kterou od druhé série nahradila Petra Hřebíčková, Jan Maršál, kterého nahradil od druhé série Filip Antonio, Leoš Noha, Martina Kavanová a Kristýna Belzová.

## Přehled řad
| Řada | Díly | Premiéra        | Premiéra           |
| Řada | Díly | První díl       | Poslední díl       |
| ---- | ---- | --------------- | ------------------ |
| 1    | 14   | 22. března 2012 | 21. června 2012    |
| 2    | 12   | 3. září 2012    | 19. listopadu 2012 |
| 3    | 16   | 25. února 2013  | 17. června 2013    |
| 4    | 16   | 15. září 2018   | 29. prosince 2018  |

## Seznam dílů

### První řada (2012)
| Č. v seriálu | Č. v řadě | Název                      | Režie          | Scénář                                                                                     | Datum premiéry  | Sledovanost (v mil.) |
| ------------ | --------- | -------------------------- | -------------- | ------------------------------------------------------------------------------------------ | --------------- | -------------------- |
| 1            | 1         | Perný den                  | Ján Novák      | Tomáš Baldýnský, Zdeněk Dušek, Tomáš Pártl, Petra Soukupová a Monika Wildová               | 22. března 2012 | 1,266                |
| 2            | 2         | Jsme v balíku              | Ján Novák      | Tomáš Baldýnský, Zdeněk Dušek, Tomáš Pártl, Petra Soukupová a Monika Wildová               | 29. března 2012 | 1,215                |
| 3            | 3         | Přesčas                    | Ján Novák      | Tomáš Baldýnský, Zdeněk Dušek, Petra Soukupová, Jiří Vaněk a Monika Wildová                | 5. dubna 2012   | 1,041                |
| 4            | 4         | Sázka                      | Ján Novák      | Zdeněk Dušek, Tomáš Holeček, Tomáš Pártl a Monika Wildová                                  | 12. dubna 2012  | 1,170                |
| 5            | 5         | Kalamita                   | Ivo Macharáček | Tomáš Baldýnský, Zdeněk Dušek, Tomáš Pártl a Petra Soukupová                               | 19. dubna 2012  | 1,050                |
| 6            | 6         | Hvězdy v éteru             | Ján Novák      | Tomáš Baldýnský, Zdeněk Dušek, Tomáš Holeček, Tomáš Pártl a Petra Soukupová                | 26. dubna 2012  | 0,992                |
| 7            | 7         | Zápas                      | Ján Novák      | Tomáš Baldýnský, Zdeněk Dušek, Tomáš Holeček, Petra Soukupová, Jiří Vaněk a Monika Wildová | 3. května 2012  | 1,009                |
| 8            | 8         | Po letech                  | Ján Novák      | Tomáš Baldýnský, Zdeněk Dušek, Tomáš Holeček, Petra Soukupová a Monika Wildová             | 10. května 2012 | –                    |
| 9            | 9         | Rozvod                     | Ján Novák      | Tomáš Baldýnský, Zdeněk Dušek, Tomáš Pártl, Tomáš Syrovátka a Petra Soukupová              | 17. května 2012 | –                    |
| 10           | 10        | Líbánky                    | Ivo Macharáček | Zdeněk Dušek, Tomáš Pártl a Monika Wildová                                                 | 24. května 2012 | 0,932                |
| 11           | 11        | Už se nikdy nebudeme hádat | Ivo Macharáček | Tomáš Baldýnský, Zdeněk Dušek, Tomáš Holeček a Petra Soukupová                             | 31. května 2012 | 0,926                |
| 12           | 12        | Svoboda                    | Ivo Macharáček | Zdeněk Dušek, Tomáš Holeček, Tomáš Pártl, Jiří Vaněk a Monika Wildová                      | 7. června 2012  | 0,987                |
| 13           | 13        | Nezvaný host               | Ivo Macharáček | Tomáš Baldýnský, Zdeněk Dušek, Tomáš Pártl a Petra Soukupová                               | 14. června 2012 | 0,945                |
| 14           | 14        | Zrádné větry               | Ivo Macharáček | Zdeněk Dušek a Tomáš Holeček                                                               | 21. června 2012 | 0,817                |

Obsazení:
- Sandra Pogodová, Leoš Noha a Martha Issová účinkovali ve všech dílech

### Druhá řada (2012)
| Č. v seriálu | Č. v řadě | Název              | Režie          | Scénář                                          | Datum premiéry     | Sledovanost (v mil.) |
| ------------ | --------- | ------------------ | -------------- | ----------------------------------------------- | ------------------ | -------------------- |
| 15           | 1         | Sestřička          | Ivo Macharáček | Zdeněk Dušek                                    | 3. září 2012       | 0,763                |
| 16           | 2         | Dům plný dospělých | Ján Novák      | Lucie Bokšteflová, Tomáš Pártl a Monika Wildová | 10. září 2012      | 0,645                |
| 17           | 3         | Otcové a dcery     | Ivo Macharáček | Tomáš Holeček                                   | 17. září 2012      | 0,656                |
| 18           | 4         | Oko bere           | Ján Novák      | Lucie Bokšteflová a Richard Malatinský          | 24. září 2012      | 0,735                |
| 19           | 5         | Manželské Rodeo    | Ivo Macharáček | Richard Malatinský                              | 1. října 2012      | 0,751                |
| 20           | 6         | Strašný a kyselý   | Ján Novák      | Tomáš Holeček                                   | 8. října 2012      | 0,750                |
| 21           | 7         | Dobrej policajt    | Ivo Macharáček | Richard Malatinský                              | 15. října 2012     | 0,727                |
| 22           | 8         | Tichá domácnost    | Ján Novák      | Zdeněk Dušek                                    | 22. října 2012     | 0,710                |
| 23           | 9         | Vlasy              | Ján Novák      | Lucie Bokšteflová, Tomáš Pártl a Monika Wildová | 29. října 2012     | 0,607                |
| 24           | 10        | Všechno nejlepší   | Ivo Macharáček | Tomáš Pártl                                     | 5. listopadu 2012  | 0,571                |
| 25           | 11        | A do druhý nohy!   | Ján Novák      | Lucie Bokšteflová a Tomáš Pártl                 | 12. listopadu 2012 | 0,573                |
| 26           | 12        | Daně               | Ivo Macharáček | Zdeněk Dušek                                    | 19. listopadu 2012 | 0,685                |

Obsazení:
- Sandra Pogodová, Leoš Noha, Petra Hřebíčková, Martina Kavanová a Kristýna Belzová účinkovali ve všech dílech
- Filip Antonio chyběl v 5. dílu

### Třetí řada (2013)
Dne 15. ledna 2013 oznámila TV Nova další pokračování seriálu, jehož děj se odehrává o 3 roky později než 2. série.
| Č. v seriálu | Č. v řadě | Název                     | Režie          | Scénář       | Datum premiéry  | Sledovanost (v mil.) |
| ------------ | --------- | ------------------------- | -------------- | ------------ | --------------- | -------------------- |
| 27           | 1         | Podmínky rozchodu         | Ivo Macharáček | Evžen Gogela | 25. února 2013  | 0,845                |
| 28           | 2         | Odloučení                 | Ivo Macharáček | Evžen Gogela | 4. března 2013  | 0,825                |
| 29           | 3         | Doba temna                | Ivo Macharáček | Evžen Gogela | 11. března 2013 | 0,792                |
| 30           | 4         | Nejdražší máma            | Ivo Macharáček | Evžen Gogela | 18. března 2013 | 0,719                |
| 31           | 5         | Krásná duhovláska         | Ivo Macharáček | Evžen Gogela | 25. března 2013 | 0,838                |
| 32           | 6         | Kde si jen půjčit?        | Ivo Macharáček | Evžen Gogela | 8. dubna 2013   | 0,793                |
| 33           | 7         | Dámská volenka            | Ivo Macharáček | Evžen Gogela | 15. dubna 2013  | 0,751                |
| 34           | 8         | Spolehni se na svého muže | Ivo Macharáček | Evžen Gogela | 22. dubna 2013  | 0,715                |
| 35           | 9         | Zločin a trest (část 1)   | Ivo Macharáček | Evžen Gogela | 29. dubna 2013  | 0,812                |
| 36           | 10        | Válka a mír (část 2)      | Ivo Macharáček | Evžen Gogela | 6. května 2013  | 0,706                |
| 37           | 11        | Praštěná sestřenice       | Ivo Macharáček | Evžen Gogela | 13. května 2013 | 0,748                |
| 38           | 12        | Bylo tomu 20 let          | Ivo Macharáček | Evžen Gogela | 20. května 2013 | 0,748                |
| 39           | 13        | Depky a jiné radosti      | Ivo Macharáček | Evžen Gogela | 27. května 2013 | 0,763                |
| 40           | 14        | Volba partnerky           | Ivo Macharáček | Evžen Gogela | 3. června 2013  | 0,835                |
| 41           | 15        | Zub za zub                | Ivo Macharáček | Evžen Gogela | 10. června 2013 | 0,837                |
| 42           | 16        | Dcery a další cizinci     | Ivo Macharáček | Evžen Gogela | 17. června 2013 | 0,783                |

Obsazení:
- Sandra Pogodová, Leoš Noha, Petra Hřebíčková a Kristýna Belzová účinkovali ve všech dílech
- Filip Antonio chyběl v 7., 11. a 14.–16. dílu
- Martina Kavanová účinkuje pouze v prvních třech dílech, v úvodní znělce je však uvedena v celé sérii

### Čtvrtá řada (2018)
| Č. v seriálu | Č. v řadě | Název                        | Režie          | Scénář | Datum premiéry     | Sledovanost (v mil.) |
| ------------ | --------- | ---------------------------- | -------------- | ------ | ------------------ | -------------------- |
| 43           | 1         | Prázdné hnízdo               | Ivo Macharáček |        | 15. září 2018      |                      |
| 44           | 2         | Kujme pikle                  | Ivo Macharáček |        | 22. září 2018      |                      |
| 45           | 3         | Matčino klení                | Ivo Macharáček |        | 29. září 2018      |                      |
| 46           | 4         | Zašité zásoby                | Ivo Macharáček |        | 6. října 2018      |                      |
| 47           | 5         | To dítě chci                 | Ivo Macharáček |        | 13. října 2018     |                      |
| 48           | 6         | Hříšná představivost         | Ivo Macharáček |        | 20. října 2018     |                      |
| 49           | 7         | Velký sraz                   | Ivo Macharáček |        | 27. října 2018     |                      |
| 50           | 8         | Na mizině                    | Ivo Macharáček |        | 3. listopadu 2018  |                      |
| 51           | 9         | Výměna manželů               | Ivo Macharáček |        | 10. listopadu 2018 |                      |
| 52           | 10        | Všichni jdou ke Kláře        | Ivo Macharáček |        | 17. listopadu 2018 |                      |
| 53           | 11        | Udělej místo pro tátu        | Ivo Macharáček |        | 24. listopadu 2018 |                      |
| 54           | 12        | Kdo se moc ptá, moc se dozví | Ivo Macharáček |        | 1. prosince 2018   |                      |
| 55           | 13        | Má Bůh dovolenou?            | Ivo Macharáček |        | 8. prosince 2018   |                      |
| 56           | 14        | Porod                        | Ivo Macharáček |        | 15. prosince 2018  |                      |
| 57           | 15        | Tajemství                    | Ivo Macharáček |        | 22. prosince 2018  |                      |
| 58           | 16        | To je ale romantika          | Ivo Macharáček |        | 29. prosince 2018  |                      |